# Brug 437
Brug 437 is een viaduct in Amsterdam-Noord.
Het is gelegen in de Johan van Hasseltweg. De weg werd in de jaren zestig verhoogd aangelegd om het verkeer via ongelijkvloerse kruisingen vanuit Amsterdam-Noord van en naar de IJtunnel te leiden. Daartoe werd in het voorjaar 1967 gestart met de aanleg van de toekomstige kruising van de Van der Pekstraat, Mosplein en Kamperfoelieweg met de nieuwe weg. Er kwamen op het Mosplein afritten van de Johan van Hasseltweg te liggen; de weg zelf doorsneed het Mosveld.
Om plaatselijk voet- en fietsverkeer niet te veel te belemmeren (het was de tijd van aparte rijwegen voor snel en langzaam verkeer) werd vlak voor de afritten Mosplein een zestig meter lang viaduct in het dijklichaam van de weg ingebouwd / uitgegraven. In verband met de drassige bodem werd er eerst ter stabilisatie zand gestort, vervolgens werd er geheid en daarna weer zand afgegraven. 
Het viaduct kon naast doorgang van plaatselijk verkeer ook dienen tot opslag van marktstallen (Mosveldmarkt). Wat destijds ook een deels nieuwigheid was, was dat er bedrijfsruimten in de open ruimte van het viaduct geïntegreerd werden. Amsterdam had daarmee ervaring opgedaan met de bouw van brug 705 in Slotervaart. Het geheel werd ontworpen door de Dienst der Publieke Werken, maar de specifieke architect is vooralsnog onbekend. Bij een grote renovatie aan het begin van de 21e eeuw werd het viaduct bijna geheel dichtgebouwd met winkels en horeca-units; alleen aan de westkant van het viaduct is nog verkeer mogelijk.
<<< · 400 · 401 · 402 · 403 · 404 · 405 · 406 · 407 · 408 · 409 · 410 · 411 · 413 · 414 · 415 · 416 · 417 · 418 · 419 · 420 · 421 · 422 · 423 · 424 · 425 · 427 · 429 · 430 · 431 · 432 · 433 · 434 · 435 · 436 · 437 · 438 · 439 · 440 · 441 · 442 · 443 · 444 · 445 · 446 · 447 · 448 · 449 · 450 · 451 · 452 · 453 · 454 · 455 · 456 · 457 · 458 · 459 · 460 · 461 · 462 · 463 · 464 · 465 · 466 · 469 · 470 · 471 · 472 · 473 · 474 · 475 · 476 · 478 · 479 · 480 · 482 · 483 · 485 · 486 · 487 · 488 · 489 · 490 · 491 · 492 · 493 · 494 · 495 · 496 · 497 · 499 · >>>
Brugnummers 412, 426, 428, 467, 468, 477, 481, 484 en 498 zijn niet (meer) vergeven.